# 11725 Вікторіяхсу
11725 Вікторіяхсу (11725 Victoriahsu) — астероїд головного поясу, відкритий 21 квітня 1998 року.
Тіссеранів параметр щодо Юпітера — 3,319.